# 亨利·明茨伯格
亨利·明茨伯格（英語：Henry Mintzberg，1939年9月2日—），加拿大管理思想家、学者、教授，经理角色学派的代表人物之一。1972年在麦吉尔大学任教至今。明茨伯格先后创立了管理角色学派、战略过程学派和实践管理教育模式，他同时也是美国战略管理协会的创始人和国际实践管理教育联盟创始人。

## 著作
- 《管理工作的实质》（The Nature of Managerial Work，1973）
- 《组织的机构建立》（The Structuring of Organizations: A Synthesis of the Research，1979）
- 《组织内外的权力斗争》（Power in and Around Organizations，1983）
- 《卓有成效的组织》（ Structure in fives: Designing Effective Organizations，1983）
- 《明茨伯格谈管理：我们的奇妙组织世界》（ Mintzberg on Management: Inside Our Strange World of Organizations，1989）
- 《战略过程》（ The Strategy Process The Strategy Process，1991）
- 《战略规划的兴衰》（ The Rise and Fall of Strategic Planning: Reconceiving the Roles for Planning, Plans, Planners，1994）
- 《战略历险》（Strategy Safari，1998）
- 《为什么我讨厌坐飞机》（Why I Hate Flying，2000）
- 《管理者而非MBA》（ Managers not MBAs，2004）
- 《战略反咬》（ Strategy Bites back，2005）
- 《管理》（ Managing，2009）[3][4]